# Belle Rivière
Belle Rivière är ett vattendrag på halvön Langlade, en del av ön Miquelon i ögruppen Saint-Pierre och Miquelon. Det är ögruppens största vattendrag.